# Linux Presentation Day

LPD logo

Der Linux Presentation Day (LPD, zu deutsch Linux-Präsentationstag) ist eine dezentrale Messe zum Thema freie Software mit dem Themenschwerpunkt Linux, welcher Anfängern verschiedene Distributionen sowie die Verwendung von Linux näher bringen soll. Die Veranstaltung wird von Freiwilligen ausgerichtet.

## Konzept und Namensgebung
Der Name wurde in einer Vorstandssitzung der Berliner Linux User Group von Philipp von der Linden vorgeschlagen, um die Kernabsicht des dort von Hauke Laging vorgestellten Konzepts zu erfassen, nämlich eine Veranstaltung zu organisieren, die vor allem all denjenigen das kostenlose Betriebssystem Linux präsentieren d. h. vorstellen bzw. vorführen soll, die bisher damit noch keinerlei „handfeste“ Bekanntschaft machen konnten. Dies sollte mittels möglichst vieler auf vorhandenen Geräten installierter Distributionen geschehen und es dem interessierten Besucher ermöglichen, direkt Bedienung, Funktionen und Programme auszuprobieren.

## Geschichte 2015–2018

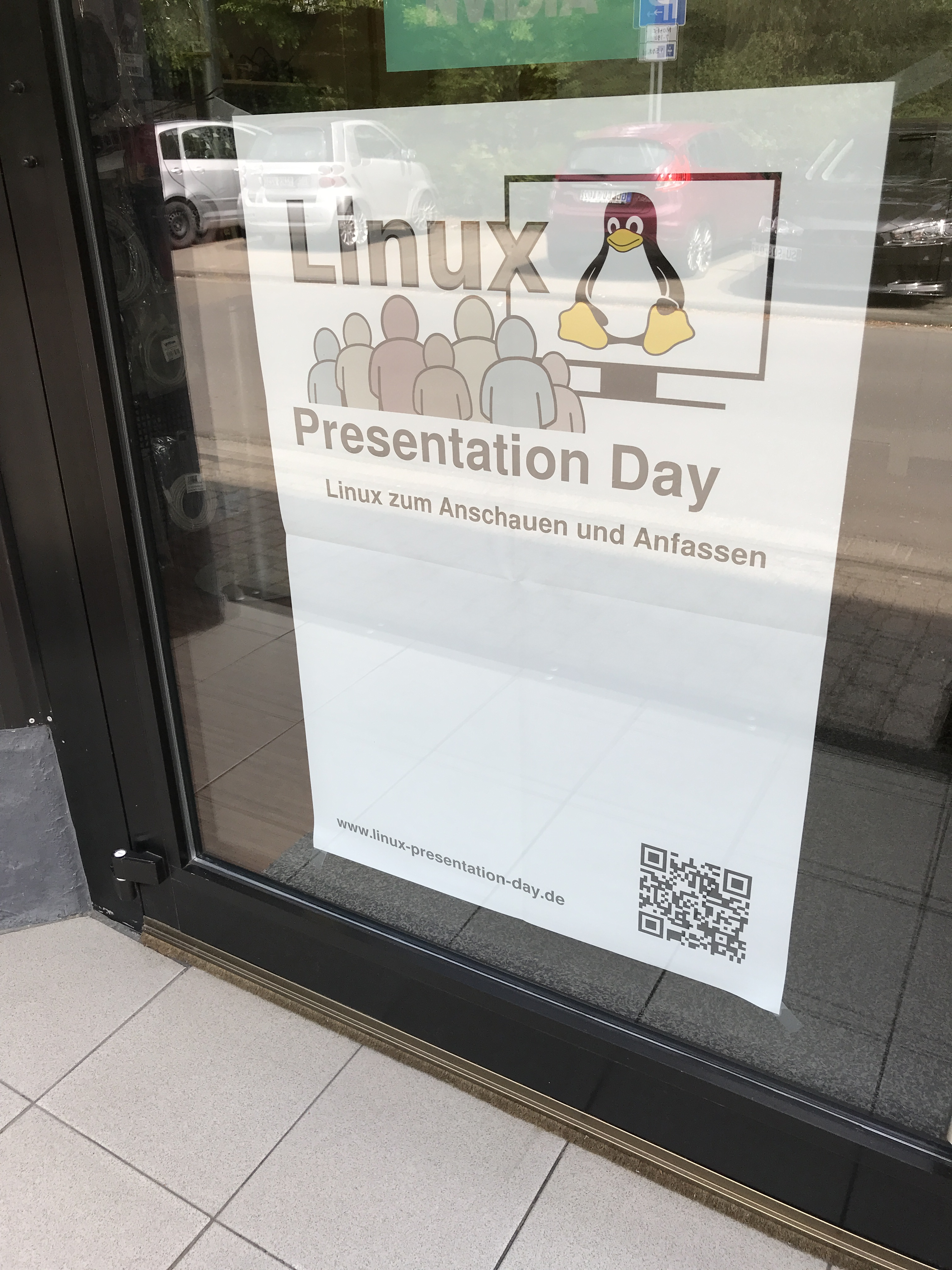
Typisches Veranstaltungsschild

Der Anlass der Planung des Linux Presentation Days (LPD) war der 2015 ausfallende LinuxTag.
Die Veranstaltung ist allerdings nicht als Ersatz für diesen gedacht.
Stattdessen hat sich der LPD auf die Fahnen geschrieben, Linux auf dem Desktop zu mehr Erfolg zu verhelfen. Nach der Idee und Initiator Hauke Laging,
soll es ohne Vortragsprogramm sein und stattdessen eine Veranstaltung mit „Alltags-Linux zum Angucken und Anfassen für ganz normale Leute“ sein.
Dazu wuchs die Veranstaltung von einem zunächst rein Berliner Phänomen innerhalb eines Jahres zu einem europaweiten Ereignis.

### 2015
Im Mai 2015 fand der erste Linux Presentation Day statt (kurz „LPD 2015.1“), an 8 Standorten in Berlin. Der zweite LPD 2015.2 wurde vom Initiator der BeLUG durch Ausdehnung auf weitere Linux affine Organisationen wie diverse LUGs CCCs und sonstigen Organisationen und Firmen schon in etwa 75 Städten in Deutschland, Österreich und der Schweiz am 14. November 2015 abgehalten. Von den Organisatoren wurde die Besucherzahl offiziell auf 1500 geschätzt.
Neben der Präsentation verschieden alter PCs und Notebooks mit unterschiedlichen Linux-Desktops aus verschiedenen Distributionen wurden auch an einigen Standorten Raspberry Pis mit verschiedenen Linux-Varianten gezeigt. Außerdem beteiligten sich an einigen Standorten auch andere Organisationen wie die Freifunk-Initiative. Verschiedentlich wurde außerdem eine spezielle Knoppix-LPD-Edition 2015 (auf Basis eines Prerelease der Version 7.6.0) verteilt.

### 2016
Der am 30. April 2016 absolvierte LPD 2016.1 fand neben den Orten im deutschsprachigen Raum auch in einigen weiteren europäischen Ländern statt. Von den Organisatoren wurde die Besucherzahl offiziell auf 1500 geschätzt.
Am 22. Oktober 2016 fand der Herbst LPD 2016.2 statt, der im Wesentlichen auch in einigen weiteren europäischen Ländern wie Italien abgehalten wurde. Dabei sollten bereits Initiativen in mindestens 15 europäischen Ländern an hunderten Standorten Linux als Alternative auf PC und Notebook vorstellen. Den Organisatoren wurden Besucherzahlen von etwa 1100 gemeldet.

### 2017
Am Samstag, dem 6. Mai 2017, war der offizielle Termin des LPD 2017.1. Die Veranstalter konnten wieder ein paar weitere Länder hinzugewinnen.
Der LPD 2017.2 hat am 18. November 2017 stattgefunden, in einzelnen Städten an einem abweichenden Termin.

### 2018
Der Linux Presentation Day 2018.1 hat am 18. April 2018 stattgefunden. Der Linux Presentation Day 2018.2 hat am 10. November 2018 stattgefunden. Wie immer gibt es in einigen Orten Abweichungen von diesem Termin.

## LPD 2.0
Nachdem sich der Initiator Hauke Laging (von der Berliner LUG) aus der Organisation zurückgezogen hat, wird der so genannte LPD 2.0 von einem kleinen Organisationsteam um Frank Nagel (von der Braunschweiger LUG) weiter geführt. In einer Mail mit dem Titel „Umstellung der LPD-Organisation in Deutschland“ an die lpd-de-info am 14. April 2019 um 16:22 Uhr hat Hauke offiziell an das neue Team unter der Homepage l-p-d.org bekannt gegeben.

### 2019
Nach dem Start in Berlin und Ausweitung auf Deutschland, Schweiz und Österreich sind mittlerweile die Benelux-Länder, Frankreich und vor allen Italien fester Bestandteil zumindest eines der beiden LPD Termine
(Frühjahr bzw. Herbst). Die aktuell vorgeschlagenen Termine und eingegangene Zusagen finden sich auf der Webseite l-p-d.org.

### 2020
Nach dem Lockdown in fast ganz Europa, kurz vor dem Frühjahrs LPD (2020.1) und erneuten Einschränkungen zum Herbst LPD (2020.2), konnten nur wenige stark durch Auflagen eingeschränkte oder nur kurzfristig virtuelle Veranstaltungen durchgeführt werden.

### 2021
Andauernde Einschränkungen zwingen die Organisatoren dazu, am geplanten Frühjahrestermin am dritten Samstag im Mai (15. Mai 2021) ebenfalls wie viele andere Linux-Veranstaltungen nur virtuell durchzuführen.

### 2022
Nachdem die Einschränkungen dieses Jahr weitestgehend entfallen sind, wurde der Frühjahrs LPD 2022.1 schon von einigen Veranstaltern wieder vor Ort durchgeführt. Beim Herbst/Winter LPD sind aber die meisten Veranstalter wieder dabei.